# Maggie d'Abo
Maggie D’Abo es una modelo y actriz británica; trabajó sobre todo durante la década de 1960.

## Biografía
Maggie d'Abo nació en Inglaterra en 1937; su verdadero nombre es Margaret E. Lyndon. 
Para su profesión utilizó el pseudónimo de Maggie London pero al contraer matrimonio con Mike d'Abo, componente del grupo musical Manfred Mann, comenzó a utilizar el apellido del marido.
Durante los años sesenta trabajó más como modelo, siendo sus piernas y su cabello lo que más llamaba la atención, sin embargo tuvo ocasión de participar en el rodaje de algunas películas muy famosas.
Del matrimonio, que acabó en divorcio, nacieron dos hijos: Olivia d'Abo y Benjamin Byron (Ben), ambos actores.

También es actriz su sobrina Maryam d'Abo (27.12.1960).

## Filmografía

### Cine
| Fecha | Título original       | Título español             | Director        | Rol                             |
| ----- | --------------------- | -------------------------- | --------------- | ------------------------------- |
| 1964  | A Hard Day's Night    | ¡Qué noche la de aquel día | Richard Lester  | Chica en discoteca              |
| 1964  | Hide and Seek         | N/A                        | Cy Endfield     | Chica a la fiesta               |
| 1967  | Maroc 7               | N/A                        | Gerry O'Hara    | Suzie                           |
| 1968  | 2001: A Space Odyssey | 2001: Odisea del espacio   | Stanley Kubrick | Azafata de la estación espacial |

### Series televisadas
| Fecha     | Serie             | Episodio                         | Rol             |
| --------- | ----------------- | -------------------------------- | --------------- |
| 20/10/'68 | Simon Templar     | "The Disperate Diplomat"         | Julie           |
| 07/12/'69 | Paul Temple       | "There Must Be a Mr. X"          | Sandra Leighton |
| 06/03/'70 | Randall & Hopkins | "You Can Always Find a Fall Guy" | Una enfermera   |

## Participaciones cinematográficas
En lo que se refiere al cine y las series de televisión, en general la aparición de Maggie d’Abo es breve y en papeles de poca importancia.
Por ejemplo en la película de los Beatles  A Hard Day’s Night, es una chica bonita y rubia que en la discoteca consigue bailar con George Harrison y con Ringo Starr.

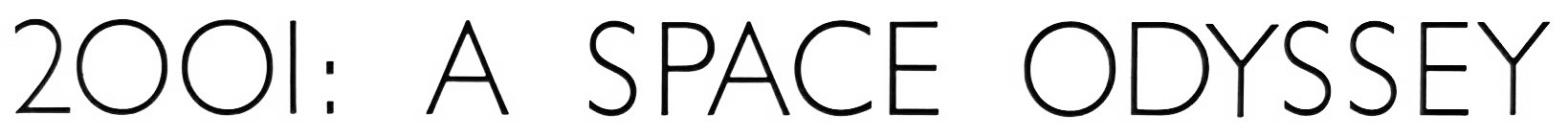
Logo de la película

Bastante singular es su participación (no acreditada) a la película de Stanley Kubrick, 2001: A Space Odyssey, donde interpreta el papel de azafata de la estación espacial: es una de las chicas que llevan uniforme rosa. Para ser más exactos, es la que acompaña al doctor Heywood Floyd (interpretado por William Sylvester) en el ascensor: es una escena muy breve en la que el diálogo se reduce a unas cuantas palabras:

(Hostess): Here you are, sir. Main level, please.

(Floyd): Right. See you on the way back..

(Hostess): Bye. 

(Floyd): Bye.
(Azafata): Aquí estamos, señor. Nivel principal.
 
(Floyd):  De acuerdo. Nos vemos a la vuelta. 

(2001: Odisea del Espacio)

El suyo es el primer personaje que habla pasados unos veinte minutos del comienzo de la película, después de la parte titulada "El amanecer del hombre" y aquella en que la nave espacial se va acercando a la estación orbital. Hasta ese momento, en la película se utiliza un largo periodo de sonidos y música, pero sin verdaderos diálogos.